# Paul Dunn
Paul Dunn (* am 7. Juli 1960 in Philadelphia, Pennsylvania) ist ein US-amerikanischer American-Football-Trainer. Er spielte College Football an der University of Pittsburgh und war 25 Jahre lang als Coach der Offensive Line im College Football tätig. Von 2008 bis 2013 war er Trainer bei den Atlanta Falcons. Seit der Saison 2023 ist er Offensive Line Coach der Munich Ravens in der European League of Football (ELF).

## Karriere

### Spieler
Dunn war von 1978 bis 1982 Offensive Guard der Pittsburgh Panthers. Damit war er für den Schutz des Quarterback Dan Marino zuständig, der später zu einer der bekanntesten Quarterbacks wurde.

### College-Football-Trainer
Nach seiner aktiven Karriere begann Dunn 1983 als graduate assistant bei den Panthers. Anschließend war von 1984 bis 1985 in selber Position bei den Penn State Nittany Lions tätig.
Dunn wechselte 1986 zu den Edinboro Fighting Scots, wo er erstmal als Offensive Line Coach arbeitete. Es folgten Stationen bei den Rutgers Scarlet Knights 1989, bei den Maine Black Bears von 1990 bis 1993, bei den Cincinnati Bearcats 1994 und 1995 sowie den Vanderbilt Commodores 1996 und 1997. Bei den Kansas State Wildcats war er von 1998 bis 2002 nicht nur OL Coach, sondern auch Running Game Coordinator, ebenso bei den Kentucky Wildcats 2003 und 2004. 2005 kehrte er zu den Pittsburgh Panthers zurück und blieb dort bis 2007.

### NFL-Trainer
2008 wurde Dunn von den Atlanta Falcons in der National Football League (NFL) verpflichtet. Anfangs war er Assistant OL Coach, ab 2012 OL Coach. Zum 31. Dezember 2013 wurde er entlassen.
Dunn wurde für die Saison 2014 von den Houston Texans als Offensive Line Coach verpflichtet und nach einer wenig erfolgreichen Saison entlassen.
Zu Beginn der Saison 2015 wurde Dunn von den Cleveland Browns verpflichtet und arbeitete als Offensive assistant - Offensive line.

### Weitere Karriere
Ab 2016 war Paul Dunn als Berater des NFL International Pathway Programs tätig.
In den Spielzeiten 2018 und 2019 war Dunn Running Game Coordinator und OL Coach bei den Montreal Alouettes in der Canadian Football League.
Im März 2023 stellte die neu gegründete ELF-Franchise Munich Ravens Dunn als OL Coach für die Saison 2023 vor.